# گرویس
گرویس، روستایی است از توابع بخش مرکزی شهرستان سردشت استان آذربایجان غربی ایران.

## جمعیت
این روستا در دهستان آلان قرار داشته و بر اساس سرشماری سال ۱۳۸۵ جمعیت آن ۱۵۸نفر (۳۱ خانوار)
بوده‌است.